# Anomis derogata
Anomis derogata là một loài bướm đêm trong họ Erebidae.